# Prairies côtières du golfe du Mexique
Localisation
Les plaines côtières du golfe du Mexique forment une écorégion terrestre définie par le Fonds mondial pour la nature (WWF), qui longe le golfe du Mexique de La Nouvelle-Orléans à l'estuaire du Río Grande. Elle appartient au biome des prairies, savanes et brousses tropicales et subtropicales dont elle constitue le seul représentant dans l'écozone néarctique.